# Australian Open 2017 – čtyřhra kvadruplegiků
Čtyřhra kvadruplegiků Australian Open 2017 probíhala 26. ledna 2017. Do vozíčkářské soutěže melbournského grandslamu nastoupily dva páry. Obhájcem titulu byl jihoafricko-britský pár Lucas Sithole a David Wagner, jehož členové nestartovali společně. Sithole se rozhodl turnaje nezúčastnit a Wagner nastoupil po boku Brita Andrewa Lapthorna.
Soutěž vyhrála nejvýše nasazená dvojice Lapthorne s Wagnerem, kteří ve finále přehráli australské turnajové dvojky Dylana Alcotta s Heathem Davidsonem po dvousetovém průběhu 6–3 a 6–3. Wagner si tak na Australian Open připsal čtvrtou trofej v řadě a celkově sedmou deblovou. Pro Lapthorna to bylo páté takové vítězství v kariéře.

## Nasazení párů
1. Andrew Lapthorne /  David Wagner (vítězové)
2. Dylan Alcott /  Heath Davidson (finále)

## Pavouk
| Legenda                                                       |                                                                        |                                                   |
| - Q – kvalifikant - WC – divoká karta - LL – šťastný poražený | - Alt – náhradník - SE – zvláštní výjimka - PR/SR – žebříčková ochrana | - w/o – bez boje - r – skreč - d – diskvalifikace |

### Finále
| Finále |                               |   |   |  |
|        |                               |   |   |  |
|        |                               |   |   |  |
| 1      | Andrew Lapthorne David Wagner | 6 | 6 |  |
| 2      | Dylan Alcott Heath Davidson   | 3 | 3 |  |